# Paul Huldschinsky
Paul Huldschinsky (Berlim, 18 de agosto de 1889 — Santa Monica, 1 de fevereiro de 1947) é um diretor de arte alemão. Venceu o Oscar de melhor direção de arte na edição de 1945 por Gaslight, ao lado de Cedric Gibbons, William Ferrari e Edwin B. Willis.